# Robert II của Pháp
Robert II (27 tháng 3 năm 972 - 20 tháng 7 năm 1031) là vua nước Pháp từ năm 996 cho tới khi qua đời. Là thành viên kế vị thứ hai của nhà Capet, ông sinh ra tại Orléans, con trai của Hugues Capet và Adelaide của Aquitaine.